# Caravan (песня)
«Caravan» (с англ. — «Караван») — джазовый стандарт 1930-х годов, одна из самых известных композиций Дюка Эллингтона, которую он создал в сотрудничестве с тромбонистом его оркестра Хуаном Тизолом.
Композиция была написана в 1936 году и тогда же появилась на пластинках оркестра Эллингтона в инструментальном варианте, позднее к ней сочинил текст Ирвинг Миллс, который на тот момент был менеджером и издателем пластинок Эллингтона. Впоследствии Эллингтон неоднократно записывал «Караван» в разных составах и аранжировках, в Советском Союзе на 78-оборотных дисках были выпущены собственные интерпретации в исполнении джаз-оркестра СССР под управлением Виктора Кнушевицкого (в 1939 году) и джаз-оркестра БССР под управлением Эдди Рознера (в конце 1944 года). «Караван» — один из наиболее знаменитых шлягеров джазовой и популярной музыки двадцатого столетия, и Дюк Эллингтон обязательно включал его в программу своих концертов во время гастролей в СССР в 1971 году.

## История создания. Строение
Это классическая эллингтоновская вещь — она полна движения, полна перемен, но всё сплетено так естественно, что за общим впечатлением слушатель почти не замечает отдельных элементов.— Джеймс Линкольн Колльер
В первой записи композиции 19 декабря 1936 года в Голливуде принимали участие Кути Уильямс (труба), Хуан Тизол (тромбон), Барни Бигард (кларнет), Гарри Кэрни (баритон-саксофон), Дюк Эллингтон (фортепиано), Билли Тэйлор (контрабас) и Сони Грир (ударные).
Оригинальный бридж был написан Тизолом, Эллингтон внёс в него некоторые изменения, а также прямо в студии сделал аранжировку. Основной темой композиции являлся капризный мотив в фа-миноре, который, сообразно с названием пьесы, навевал атмосферу экзотического Востока. Восточный ритм также достигался за счёт тэмпл-блоков и том-тома. Во второй теме происходил резкий переход в одноименный мажор, чем достигался контраст, который Эллингтон столь часто использовал в своих сочинениях.
В первом квадрате композиции Эллингтон подкреплял тему кратким повторяющимся контрапунктом саксофона и тромбона, нагнетая, таким образом, призрачную, экзотическую атмосферу и демонстрируя своё умение вести одновременно несколько голосов. Затем мелодия переходила от одного инструмента к другому: сначала её вел Барни Бигард, затем Кути Уильямс с сурдиной, затем саксофон. Каждый раз солирующему голосу вторил подголосок: кларнету — тромбоны с сурдиной, тромбону — саксофоны и так далее. Развивая композицию таким образом, в «Караване» Эллингтон сумел добиться очень многого от простой мелодии.

## Аранжировки и кавер-версии
«Караван» является одной из самых популярных композиций среди джазменов, многие музыканты и исполнители создавали свои кавер-версии и аранжировки этого джазового стандарта, в их числе Элла Фицджеральд (которая пела под аккомпанемент оркестра Дюка Эллингтона), Нэт Кинг Коул, The Mills Brothers, Билли Экстайн (который в 1949 году благодаря своей аранжировке позволил композиции вновь подняться на волну популярности — его записи были распроданы многомиллионными тиражами), трубач Ральф Мартери, Уинтон Марсалис и его отец — джазовый пианист Эллис Марсалис, Бенни Гудмен, Валайда Сноу, Энди Бэй, Дженни Ли, Телониус Монк, Арт Блэйки, Леон Паркер, Мишель Петруччиани, Фред Хо и многие другие.
Среди представителей других жанров отметились французский композитор и аранжировщик Поль Мориа, исполнитель рокабилли Брайан Сетцер, хор Рэя Конниффа, духовой оркестр Фанфаре Чокарлиа, исполнивший «Караван» в стиле румынской цыганской музыки, и другие.

## Использование в  популярной культуре
- Композиция звучит в девятом  выпуске мультсериала «Ну, погоди!»,
- Исполнена  интерптерованная версия в  второй серии восемнадцатого сезона сериала  «Симпсоны» под названием  «Jazzy and the Pussycats»,
- Исполняется в кинолентах  Вуди Аллена «Элис» (1990) и «Сладкий и гадкий» (1999).
- Входит в саундтрек фильма Лассе Халльстрёма «Шоколад» (2000).
- Звучит в кинофильмах  «Одиннадцать друзей Оушена» (2001) и «Тринадцать друзей Оушена» (2007) режиссёра  Стивена Содерберга
- Исполнена в мюзикле  «Утончённые леди[англ.]», (1981), основанного на музыке Дюка Эллингтона.
- Исполнена  в качестве одного из произведений в  мюзикле постановщика Пола Келли «Свинг![англ.]» (1999).
- Композиция, исполненная  аранжировке  квартета The Mills Brothers звучит в видеоигре Mafia: The City of Lost Heaven,
- Версия в исполнении  Эллы Фицджеральд используется в качестве саундтрека в видеоигре The Saboteur.
- Барабанный кавер исполнен кинофильме «Одержимость» (2014) режиссёра Дэмьена Шазелла
- Сопрано Турецкого для произведения  "Рондо в турецком стиле" использовали сэмпл композиции.
- Используется как саундтрек музыкальной паузы для телепередачи «Что? Где? Когда?»
- Группа  Scorpions сэмплировала данный джазовый стандарт для своей песни Sails of Charon..
- Музыкант Ингви Мальмстин записал свою версию композиции.